# Rhabdoblatta camerunensis
Rhabdoblatta camerunensis är en kackerlacksart som först beskrevs av John Borg 1902.  Rhabdoblatta camerunensis ingår i släktet Rhabdoblatta och familjen jättekackerlackor. Inga underarter finns listade i Catalogue of Life.